# 350-й истребительный авиационный полк
350-й истребительный авиационный полк (350-й иап) — воинская часть Военно-воздушных сил (ВВС) РККА, принимавшая участие в боевых действиях Советско-японской войны, вошедшая в состав ВС России.

## Наименования полка
За весь период своего существования полк своё наименование не менял:
- 350-й истребительный авиационный полк[1];
- 350-й истребительный авиационный полк ПВО[1];
- 350-й авиационный полк ПВО (с 1967 года)[2]
- 350-й истребительный авиационный полк ПВО (с 1991 года)[2];
- Войсковая часть (Полевая почта) 65319[1].

## История полка
350-й истребительный авиационный полк сформирован на основании директивы Заместителя НКО СССР 3 сентября 1941 года в ВВС 17-й армии Забайкальского фронта на аэродроме Чойбалсан по штату 015/134 (1-я аэ на самолётах И-16, 2-я и 3-я аэ — на И-153). В октябре 1941 года полк отправил 2-ю эскадрилью на И-153 в состав другого полка, взамен получил эскадрилью на самолётах И-16 из другого полка. 28 июля 1942 года полк включён в состав вновь сформированной 246-й истребительной авиационной дивизии ВВС Забайкальского фронта, а 15 августа 1942 года вместе с дивизией вошёл в боевой состав 12-й воздушной армии Забайкальского фронта. В декабре 1942 года переформирован по штату 015/284. В ноябре 1943 года передал одну эскадрилью на самолётах И-153 в состав 939-го истребительного авиационного полка ПВО. В ноябре 1944 года полк переформирован по штату 015/364 и перевооружён на истребители Ла-5.
В период с февраля по май 1944 года 2-я авиационная эскадрилья выполняла специальное задание по разгрому наземной группировки в районе слияния рек Чингил и Булган-гол МНР. В мае 1945 года полк получил на вооружение самолёты Ла-7.
Перед началом войны с Японией 2 августа 1945 года полк выведен из состава 246-й иад и оперативно подчинён командованию конно-механизированной группы генерал-полковника Плиева. Имел в боевом составе 37 Ла-7, 6 Ла-5, 2 По-2, а также приданные из других авиачастей самолёты: 3 Пе-2, 2 Ту-2 и 1 Р-5.
В составе конно-механизированной группы генерала-полковника Плиева Забайкальского фронта полк принимал участие в советско-японской войне на самолётах Ла-7 и Ла-5 с 9 августа 1945 года по 3 сентября 1945 года. Поддерживая конно-механизированную группу генерала-полковника Плиева участвовал в Хингано-Мукденской операции с 9 августа 1945 года по 2 сентября 1945 года.

### Командиры полка
- капитан	Грехов Фёдор Григорьевич с 20.08.1941
- майор Островский Леонид Германович[1], август 1943—1946 год
- майор Макарсков Константин Михайлович с 08.08.1946
- подполковник Черкашин Илья Афанасьевич с 1947 года
- гв. подполковник	Николаев Вениамин Павлович с 1.8.1957
- подполковник Ермилов Григорий Алексеевич с 1960 года
- майор Литвинов Василий Петрович с 4.11.1961 года
- подполковник Крайнов Валерий Анатольевич с 1964 года
- подполковник Грищук Анатолий Иванович с 13.6.1966
- подполковник Озёрский Михаил Андреевич с 10.8.1968
- подполковник Мельников Сергей Игоревич с 21.1.1971
- полковник Кузьмин Павел Иванович с 27.01.1975
- подполковник Гришин Вячеслав Тимофеевич с 19.9.1975
- подполковник Ведерников Владимир Павлович с 20.9.1976
- подполковник Отрубянников Валентин Георгиевич с 23.9.1981
- подполковник Акимов Александр Иванович с 11.11.1984
- подполковник Баринов Евгений Сергеевич с 8.10.1986
- подполковник Мишин Игорь Анатольевич с 25.02.1990
- полковник Абрамян Александр Суренович с 10.02.1991 по 28.10.1992
- полковник Сарбаев Александр Александрович с 1992 по декабрь 1998
- полковник Бакин Валерий Николаевич с декабря 1998 по июнь 2002

### Итоги боевой деятельности полка
Всего за годы Советско-японской войны полком:
- Выполнено боевых вылетов — 393;
- Сбито самолётов в воздухе — встреч с самолётами противника и воздушных боёв не было;
- Свои потери — нет.

### Послевоенная история полка
После окончания войны полк 18 сентября 1945 года возвращён в состав 246-й иад 12-й воздушной армии Забайкальского военного округа. Весь послевоенный период постоянно дислоцировался в Забайкалье, с 18 февраля 1947 года базировался на аэродроме Белая. В 1950 году был передан в состав войск ПВО и получил наименование 350-й истребительный авиационный полк ПВО. Входил в состав 14-й отдельной армии ПВО, подчинялся 26-й Мукденской дивизии ПВО со штабом в Иркутске (05 февраля 1980 года дивизия переформирована в 39-й Мукденский корпус ПВО). После перевооружения полка в 1967 году на самолёты дальнего перехвата Ту-128 полк был лишён звания истребительного и стал именоваться 350-й авиационный полк ПВО. В 1985 году перебазирован на аэродром Братск Иркутской области. В 1988 году началось перевооружение полка на самолёты МиГ-31, полк вновь получил статус истребительного. На 1 января 1994 года в полку имелось 24 самолёта МиГ-31 и 9 самолётов Ту-128М. Полк вернул себе наименование 350-й истребительный авиационный полк ПВО.
После распада СССР 350-й истребительный авиационный полк ПВО, вошёл в состав войск ПВО России (26-я гвардейская Ясская краснознамённая ордена Суворова дивизия ПВО в 14-й отдельной армии ПВО). В связи с реорганизацией ВВС РФ в 2002 году 350-й истребительный авиационный полк ПВО расформирован на аэродроме Братск.

## Самолёты на вооружении
| Период         | Самолёты | Фото                    | Период          | Самолёты | Фото                           |
| -------------- | -------- | ----------------------- | --------------- | -------- | ------------------------------ |
| 1941 — 1944    | И-16     | И-16                    | 11.1944 — 1945  | Ла-5     | Ла-5 в Музее на Поклонной горе |
| 11.1944 — 1946 | Ла-7     | Ла-7                    | июль 1946- 1951 | Як-9     |                                |
| 1951           | Ла-9     |                         | 1952            | Як-17Б   |                                |
| 1955 — 1962    | МиГ-17   | МиГ-17                  | 1961 — 1967     | Су-9     | Cу-9 в Музее                   |
| 1967 — 1988    | Ту-128   | Te-128 в Музее в Монино | 1988 — 2002     | МиГ-31   | МиГ-31                         |

## Базирование
| Период           | Аэродром                 | Период              | Аэродром            |
| ---------------- | ------------------------ | ------------------- | ------------------- |
| 1941 — 1945      | Чойбалсан, Монголия      | 10.1945 — 18.2.1947 | Обо-Сомен, Монголия |
| 18.2.1947 — 1984 | Белая, Иркутская область | 1984 — 2002         | Братск, Братск      |